# Kōsai (Yamanashi)
Pour les articles homonymes, voir Kōsai (homonymie) et Kosai (homonymie).
À ne pas confondre avec l'ancien bourg de Kōsei (ja), dans la préfecture de Shiga, qui utilise les mêmes caractères japonais : 甲西町.
Kōsai (甲西町, Kōsai-machi) est un ancien bourg de la préfecture de Yamanashi, ayant existé jusqu'au 1er avril 2003, date de sa fusion avec les bourgs de Kushigata, Shirane et Wakakusa ainsi que les villages de Hatta et Ashiyasu pour former la ville de Minami-Alps. Il faisait partie du district de Nakakoma.

## Géographie

### Topographie et hydrographie
Kōsai était un bourg du centre du district de Nakakoma, au centre-ouest de la préfecture de Yamanashi. La ville, de forme rectangulaire allongée, se trouve dans une une plaine formée par un cône de déjection, aux abords de la rivière Fuji (富士川), dans le bassin de Kōfu (ja). Son relief est relativement plat. D'autres rivières mineures qui traversent le bourg sont l'Akiyama (秋山川), le Takizawa (滝沢川) et le Tsubo (坪川).

### Villes limitrophes

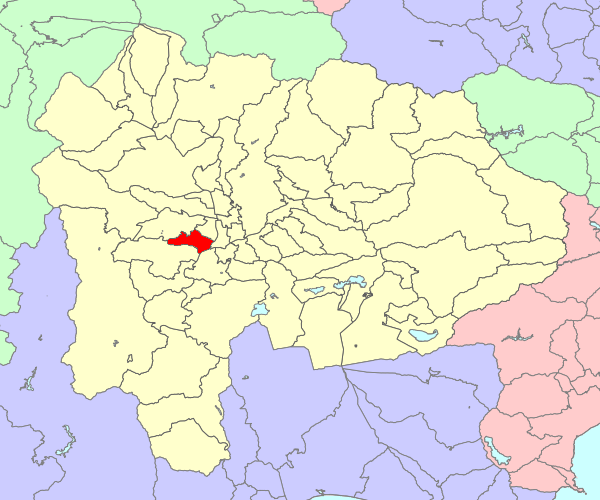
Localisation de Kōsai dans la préfecture de Yamanashi (tracés territoriaux du 1er avril 2003).

Entités territoriales limitrophes à la date de la fusion du 1er avril 2003. À sa fondation en 1955, Kōsai est entouré de l'ouest vers l'est du bourg de Kushigata (櫛形町), du village de Wakakusa (若草村), du village de Tatomi (田富村), du bourg d'Ichikawadaimon (市川大門町) et du bourg de Masuho (増穂町), tous du district de Nakakoma sauf Ichikawadaimon, du district de Nishiyatsushiro, et Masuho, du district de Minamikoma. Le 1er octobre 1959, Wakakusa est élevé au rang de bourg. Le 1er avril 1968, Tatomi devient bourg à son tour. 

## Histoire
À la fin de la période Heian, des membres du clan Gen de Kai (ja) (甲斐源氏, Kai Gen-ji) se sont installés dans différentes parties du bassin de Kōfu (ja) et sont devenus influents dans diverses régions. Pendant la période Nanboku-chō, un membre du clan Takeda de shugo, un type gardien local et chef du Kai Gen-ji, s'est installé au manoir d'Ōi et a établi le clan Ōi (ja), qui s'étendait de la région de Kōsai à celle de Masuho (devenu le bourg de Fujikawa.
De nombreux sites archéologiques et tumuli datant de la période Yayoi au Moyen Âge ont été mis au jour dans la ville : à Tajima se trouve le site archéologique d'Aburada (ja), qui date des périodes Yayoi, Kofun et Heian, et à Ehara se trouve le site de Mukaigawara (向河原遺跡), qui sont des ruines d'un village datant du milieu de la période Yayoi. À Daishi se trouve le site de Daishi-Higashitanbo (ja), un site habité durant les périodes Yayoi et de Kamakura, et à Miyazawa se trouve le site de Miyazawa Nakamura (ja), datant de la période de Kamakura.
Durant la période Yayoi, des rizières et des villages étaient établis dans la région, notamment excavés sur le site de Mukaigawara, et dont témoignent des empreintes de riz sur des faïences du milieu de la période Yayoi excavées sur le site d'Aburada. En outre, des cerfs, des sangliers et des gousses de graines datant du milieu de la période Yayoi ont été découverts sur les sites d'Aburada et de Daishi-Higashitanbo, ce qui laisse supposer que, tout en cultivant le riz, la population locale chassait et cueillait également des fruits durs.
Selon les reliques exhumées des sites archéologiques de Daishi-Higashitanbo et Miyazawa Nakamura, l'agriculture se serait développée par l'usage de chevaux durant l'époque médiévale, vraisemblablement importés par le Kai Gen-ji. Pendant la période Sengoku, le clan Ōi, suffragant des Takeda, était un puissant clan provincial du district ouest de la province de Kai et s'opposait aux Takeda. Les chefs  Ōi Nobusato (ja) et Nobunari (ja) s'allient avec le clan Anayama de la province de Kawachi, et le clan Imagawa, qui contrôlaient la province de Suruga, pour s'opposer au clan Takeda. Il existe des sites historiques liés au clan Ōi dans la région de la ville, comme le temple Kochō Zen-ji (ja) (古長禅寺) à Ayuzawa. Nobusato se bat notamment contre Takeda Nobutora, mais les deux font la paix en 1517 et la fille de Nobusato épouse Nobutora. La rivalité entre les Ōi et les Takeda a conduit à une invasion du clan Imagawa de Suruga en 1521, lorsque le seigneur du clan Imagawa Fukushima Masanari (ja) a envahi la province de Kai le long de la route de Kawachi, le Sunshū Ōkan (ja), occupant le château de Toda (ja) (富田城) et forçant l'accès à la capitale.
À l'époque moderne, le Barazawa-juku (荊沢宿) était, avec le Kajikazawa-shuku (鰍沢宿), un des relais du Sunshū Ōkan, un important poste de relai sur le Kōshū Kaidō, une importante route commerciale reliant Edo à la province de Shinano. Les deux postes étaient situés entre la ville de Kōfu et le poste de Nirasaki-juku (韮崎宿). D'importants marchés étaient installés sur le long de la route près des villages de Barazawa et Furuichiba (古市場村). L'agriculture s'est peu à peu diversifiée, et la culture en rizière a vu comme concurrents la culture maraîchère et les arbres fruitiers. À cause de nombreuses inondations dans le bassin de Kōfu, notamment par les débordements de la rivière Kamanashi (釜無川), des plans ont été proposés pour canaliser les cours d'eau de la région, mais n'ont pas été concrétisés avant l'ère Meiji. Le village de Miyazawa est notamment déplacé durant l'ère Meiji. Le 1er juillet 1889, sous la création de la loi municipale moderne, les villages d'Ochiai (ja) (落合村), Ōi (ja) (大井村), Gomei (ja) (五明村) et Nango (ja) (南湖村) sont créés dans le district de Nakakoma, dans la nouvelle préfecture de Yamanashi.
Après la Seconde Guerre mondiale, le parc industriel de Kōsai a été créé pour attirer des entreprises vers la région. En 1955, les inondations se sont arrêtées avec la finition des travaux de canalisation. Le 1er avril, le bourg de Kōsai est créé par la fusion des villages d'Ochiai, Ōi, Gomei et Nango. Le nom fait référence à la position de la nouvelle municipalité à l'ouest de la région, « 甲 » étant le premier caractère dans le nom de la « province de Kai » et « 西 » signifiant « ouest ». Le 10 juillet 1957, l'ōaza (ja), type de hameau, de Shimomiyaji (下宮地) est intégré au bourg voisin de Kushigata. En conséquence, l'ōaza de Yamadera (山寺) du bourg de Kushigata est intégré à Kōsai. Le 15 octobre 1965, le symbole municipal est adopté. Le 1er avril 2003, les bourgs de Kushigata, Kōsai, Wakakusa et Shirane et les villages de Hatta et Ashiyasu fusionnent pour créer la ville de Minami-Alps (南アルプス市), en l'honneur des monts Akaishi, aussi surnommées « Alpes du Sud » (Minami arupusu). Dès lors, Kushigata cesse d'exister en tant qu'entité municipale indépendante.

## Culture et patrimoine
- Barazawa Kaikan (荊沢会館), ancien cinéma en opération dans les années 1960.
- Maison Andō (ja) (安藤家住宅), maison traditionnelle datant de 1708.
- Kochō Zen-ji (ja) (古長禅寺), temple bouddhiste ouvert en 1316. Seul son cimetière date de l'ouverture originale, les autres bâtiments ayant été détruits et reconstruits à plusieurs reprises.

## Personnes notables
- Ōkubo Kōsai (ja) (大久保 黄斎, Ōkubo Kōsai?, 1812-1895), médecin de l'époque d'Edo.